# 侯口镇
侯口镇，原名候口乡，是中华人民共和国河北省邢台市宁晋县下辖的一个镇，2021年4月撤乡设镇。

## 行政区划
侯口镇下辖以下地区：
候口一村、候口二村、候口三村、东曹庄村、城北村、陶礼村、高口村、香亭村、曹伍庄村、邢朱庄村、营台村和邱头村。